# Paisley
Paisley (AFI: [ˈpeɪzli]; in gaelico scozzese: Pàislig, AFI: [ˈpʰaːʃlɪkʲ]) è una città situata nella zona centro-occidentale delle Lowlands scozzesi, nel Regno Unito, circa 7 miglia a ovest-sud-ovest di Glasgow, a nord delle colline del Gleniffer Braes. È la località più popolosa e il centro amministrativo del Renfrewshire. È attraversata dal fiume White Cart, che confluisce nel Black Cart a nord del paese per formare il fiume Cart.
Paisley, con una popolazione di 72.970 abitanti, è la sesta città più popolata di Scozia, dopo Glasgow, Edimburgo, Aberdeen, Dundee ed East Kilbride. Paisley fa parte dell'agglomerato urbano chiamato Greater Glasgow, che conta circa 1.750.000 abitanti.

## Storia
Le origini del nome sono incerte. Precedentemente nota come Pasilege (1182), Paslie (1214) ed in seguito Paislay, la città avrebbe derivato il suo nome, secondo alcune fonti, dalla parola brittonica pasgill, “pascolo”, o passeleg, “basilica”, dal greco basilika.
Paisley ha origini monastiche. Il monaco irlandese San Mirin avrebbe costruito una prima cappella durante il VI o il VII secolo vicino ad una cascata del fiume White Cart. Un primo vero insediamento sorse attorno al monastero fondato nel 1163 dai monaci cluniacensi, che raggiunse lo status di abbazia un secolo più tardi, nel 1245. Tra i principali edifici religiosi scozzesi, l'abbazia, restaurata tra il XIX e il XX secolo, e l'adiacente palazzo, costruito su parte dell'originale chiostro medievale, sopravvivono oggi come parrocchia della Chiesa di Scozia. È generalmente accettato che l'abbazia fu il luogo dove l'eroe dell'indipendenza scozzese William Wallace ricevette la sua educazione. Il re Roberto III (1390-1406) vi fu sepolto, sebbene la sua tomba fu successivamente rimossa.
Paisley fiorì grazie al commercio nel XV secolo e acquisì lo status di Burgh of barony nel 1488. La prima scuola fu fondata dal comune nel 1577. L'industria tessile, particolarmente del cotone, divenne il settore economico più importante della città durante il XVIII e il XIX secolo. Qui, in questo periodo, fu inventato il caratteristico disegno Paisley, che diede notorietà alla città (gli scialli con il disegno Paisley rimasero di moda per circa un secolo, fin verso la fine dell'Ottocento).
La città è oggi circondata da varie aree residenziali create in seguito all’Housing Act del 1946: Glenburn, Foxbar, Ferguslie Park, Gallowhill e Hunterhill. Nelle aree centrali si trovano invece molti esempi di case popolari scozzesi, costruite con l'arenaria locale, normalmente di tre o quattro piani, con negozi al piano terra. Molti di questi edifici sono stati ristrutturati e modernizzati negli ultimi vent'anni.

## Economia

### Industria
L'introduzione del telaio Jacquard all'inizio del XIX secolo portò all'industrializzazione della produzione tessile, costringendo molti tessitori artigianali di Pasiley a chiudere la loro attività e partire per il Canada e l'Australia. Paisley fu per molti anni anche centro di produzione di filato di cotone. Le grandi fabbriche tessili Anchor and Ferguslie, probabilmente le più grandi del genere in quel periodo, arrivarono ad avere 28.000 impiegati negli anni '30 del XX secolo. Negli anni '50 queste fabbriche diversificarono la produzione verso i filati sintetici, ma la produzione cominciò a diminuire rapidamente a causa della concorrenza degli stabilimenti in India e Brasile. Alla fine degli anni '80 già non si producevano più filati a Paisley. L'industria tessile ha tuttavia lasciato un segno nei nomi delle strade cittadine.
Negli anni '70 tutte le industrie cittadine cominciarono un rapido declino. Il conservificio Robertson's, che era stato fondato a Paisley negli anni '60 dell'Ottocento, fu chiuso e la produzione trasferita a Bristol, Manchester e Londra. Negli anni a seguire chiusero le aziende ingegneristiche Fullerton, Hodgart and Barclay e Whites Engineering.
Il colpo più pesante l'area di Paisley lo ricevette però nel 1981, quando la Peugeot Talbot annunciò la chiusura della fabbrica di Linwood, poco distante da Paisley. Circa 5000 dipendenti persero il lavoro e tutte le altre attività dell'area ne risentirono.
Brown and Polson cominciò la produzione di amido a Paisley intorno al 1860. Con il nome di CPC Foods Ltd, cominciò successivamente la produzione di maionese per la Hellmann's, omogeneizzati per la Gerber e zuppe per la Knorr. L'azienda chiuse la fabbrica di Paisley nel 2002.
Altre imprese ad aver chiuso gli stabilimenti di Paisley dopo gli anni '90 sono state la Scottish Gas, Cadbury's e William Grant & Sons. Tra le imprese rimaste a Paisley si annoverano invece la Chivas Regal e la svizzera Ciba Geigy, benché con un numero di lavoratori sensibilmente inferiore rispetto al passato.

## Monumenti e luoghi d'interesse
Negli anni '60 del XX secolo il centro della città è stato oggetto di una consistente opera di risanamento che ha comportato la demolizione degli edifici amministrativi in County Square e della stazione di polizia e della prigione cittadina ad essa adiacenti. Questi gradevoli edifici vittoriani sono stati rimpiazzati dagli edifici brutalisti in cemento della Gilmour House e del centro commerciale Piazza.

### Abbazia

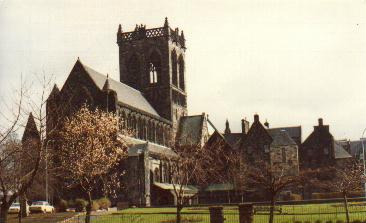
L’abbazia di Paisley

L'abbazia di Paisley, in precedenza monastero cluniacense, è attualmente un luogo di culto della Chiesa di Scozia, situata sulla riva orientale del fiume Cart, nel centro della città.
L'abbazia è il luogo di sepoltura dei primi Stuart ed ospita oggi anche la Barochan Cross, croce celtica probabilmente risalente al X secolo, in precedenza situata nel vicino villaggio di Houston.

### Altri edifici importanti
Due edifici testimoniano l'importanza dell'industria tessile a Paisley: il Paisley Town Hall (municipio) ed il Paisley Museum and Library (museo e biblioteca), costruiti nel XIX secolo rispettivamente dai Clarks, proprietari delle fabbriche di filati Anchor, e dal loro concorrente Peter Coats.

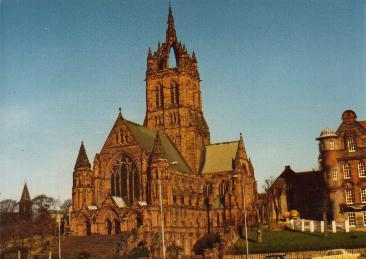
La Thomas Coats Memorial Church

La Thomas Coats Memorial Church è un esempio di architettura neogotica. Domina la città con la sua guglia centrale alta oltre 60 metri. Progettata da Hippolyte Jean Blanc ed aperta nel 1894, è la più grande chiesa battista d'Europa. L'esterno è in arenaria rossa, mentre l'interno è decorato con legno intagliato, pavimenti con mosaici e marmo.
La cattedrale di Saint Mirin è la sede del vescovo cattolico di Paisley. La chiesa fu completata nel 1931 per sostituire l'edificio precedente del 1808, prima chiesa cattolica costruita in Scozia dopo la Riforma. La chiesa acquisì il rango di cattedrale nel 1947 con la creazione della diocesi di Paisley.
La chiesa di Saint Matthew, progettata dall'architetto locale William Daniel McLennan in stile Art Nouveau, fu costruita nel 1906.
La fabbrica tessile Anchor Mill, costruita nel 1886, è stata riconvertita nel 2005 per ospitare moderni appartamenti.
Il Paisley Civic Centre, progettato da Basil Spence, fu costruito negli anni '60 del XX secolo per ospitare gli uffici amministrativi del Renfrewshire.

## Educazione
Nel 1992, il Paisley College of Technology, fondato nel 1896, diventò Università di Paisley. Nel 2007, dalla fusione con il Bell College di Hamilton è nata l'University of the West of Scotland (Università della Scozia Occidentale). A Paisley si trovano anche il Reid Kerr College e quattro istituti per l'educazione secondaria.

## Media
I quotidiani locali sono The Gazette ed il Paisley Daily Express. La radio locale è 96.3 Rock Radio.

## Commercio
La città di Paisley dispone di due centri commerciali: Piazza, situato al cuore di Paisley, ed il Paisley Centre, che raccoglie oltre 50 esercizi commerciali. In aggiunta, un centro commerciale ancora più grande è stato aperto nel 1998 nella poco distante Braehead. La pesante concorrenza delle catene di distribuzione e l'aumento delle tasse ha costretto molti esercizi locali a chiudere.

## Sport
Il St Mirren F.C. è la società calcistica di Paisley, fondata nel 1877, che partecipa al campionato di calcio scozzese. La società, che conta 3 coppe di Scozia nel suo albo d'oro, è stata autorizzata a costruire un nuovo stadio da 8.000 posti in Greenhill Road per abbandonare l'ultracentenario stadio St Mirren Park, noto anche come Love Street.
Paisley è anche la sede delle uniche squadre professionistiche di pallacanestro e di hockey su ghiaccio in Scozia: rispettivamente gli Scottish Rocks e i Paisley Pirates, che disputano entrambe le partite casalinghe presso l'impianto da 5.300 posti della Braehead Arena. Paisley è anche la base di due squadre di rugby: il Paisley RFC ed i Paisley Hurricanes.

## Infrastrutture e trasporti
L'Aeroporto Internazionale di Glasgow è situato poco a nord di Paisley, ad Abbotsinch. Nella stessa direzione, la città è toccata anche dall'autostrada M8 (E5). Tramite ferrovia, la città è collegata direttamente a Glasgow ed alla costa dell'Inverclyde e dell'Ayrshire, grazie e quattro stazioni: Paisley Gilmour Street, Paisley St James, Paisley Canal e Hawkhead.
Il governo scozzese aveva approvato nel 2006 la realizzazione di un collegamento ferroviario per l'aeroporto. La linea doveva congiungere la stazione Gilmour Street con i terminal dell'aeroporto, ma il progetto è stato annullato nel settembre 2009.
Costruito nel 1807, il Glasgow, Paisley and Johnstone Canal avrebbe dovuto collegare Glasgow ad Ardrossan, sulla costa occidentale della Scozia, ma non fu mai completato. Chiuso nel 1885, il canale fu prosciugato e costituì la base per la linea ferroviaria che collega Glasgow con la stazione di Paisley Canal.